# Jörn Jacobsson
Jörn Jacobsson, född 8 april 1948, är en svensk jurist som var lagman i Hässleholms tingsrätt från 2002 till 2014.
Jacobsson utnämndes 19 december 1991 till rådman i Hässleholms tingsrätt och den 25 juli 2002 utnämndes han till lagman i denna tingsrätt.